# Zulaica Automatic Revolver
O Zulaica Automatic Revolver era um revólver automático de origem espanhola. A arma foi alimentada a partir de um cilindro de 6 rodadas e câmara em .22 LR.

## Visão geral
M. Zulaica y Cia., Eibar, Espanha. Começou a fabricar revólveres de bolso tipo 'Velo-Dog' no início dos anos 1900. Em 1905, a Zulaica patenteou um design de revólver automático incomum, mas poucos foram fabricados e ainda menos sobreviveram.